# کارل ویلهلم اسن

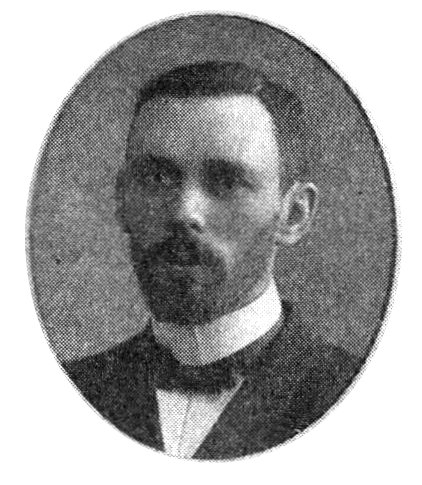
کارل ویلهلم اسن، فیزیک‌دان سوئدی - ۱۹۰۹

 کارل ویلهلم اسن (انگلیسی: Carl Wilhelm Oseen؛ زاده ۱۸۷۹ درگذشته ۱۹۴۴) فیزیک‌دان اهل سوئد بود.